# 叶连娜·拉什马诺娃
叶连娜·阿纳托利耶夫娜·拉什马诺娃（1992年4月9日—）是一名俄罗斯竞走运动员。拉什马诺娃曾在2012年伦敦奥运会夺得女子20公里竞走金牌，并打破世界纪录，翌年又在莫斯科田径世锦赛上再次夺冠。2014年，她在一次药检中因检出禁药而被禁赛两年，2021年再次被禁赛两年，其在伦敦奥运会及莫斯科田径世锦赛上的成绩及奖牌亦被取消。

## 生平
拉什马诺娃出生于莫尔多瓦共和国萨兰斯克，父亲是莫克沙人，母亲是鞑靼人，家中有一哥哥德米特里。她会说基本的鞑靼语。
拉什马诺娃于13岁时与朋友一起报名参加竞走项目并接受训练，后于2007年参加在切博克萨雷举行的俄罗斯田径锦标赛，在1990-1991年出生女子组中获得5公里竞走第14名。2008年，拉什马诺娃参加在雅尔塔举行的五国青年赛，这是她在国际比赛的首秀，后以23分02秒43的成绩获得女子5000米竞走第二名。2009年，维克托·切金成为她的新教练。在同年7月11日举行的世界青少年田径锦标赛女子5000米竞走比赛上，拉什马诺娃以22分55秒45的成绩夺冠。8月2日，拉什马诺娃在奔萨举行的第四届俄罗斯学生夏季斯巴达基德运动会上，以21分29秒30的个人最好成绩，获得女子5000米竞走比赛冠军，在2009年世界女子青年竞走运动员成绩榜中位居第一。
2010年，拉什马诺娃参加青少年组比赛，主攻10公里竞走。当年，她通过参加2月21日至22日在索契举行的俄罗斯田径锦标赛开始了该年度赛季。在女子10公里竞走比赛中，她以45分32秒的成绩获得第四名。同年7月举行的世界青年田徑錦標賽上，她以44分11秒90的成绩获得女子10公里竞走冠军，并成为本年度世界最佳成绩。
2011年举行的俄罗斯田径锦标赛上，拉什马诺娃以43分41秒的成绩获得女子10公里竞走比赛第二名。5月21日，在欧洲竞走团体锦标赛上，她以个人最好成绩43分10秒获得女子10公里竞走赛冠军。7月21日，在塔林举行的欧洲青少年田径锦标赛上，拉什马诺娃以42分59秒48的成绩获得女子10公里竞走比赛冠军，打破了世界青年纪录。这一纪录于2014年7月23日被捷克运动员安内日卡·德拉霍托娃打破。
2012年起，拉什马诺娃开始主攻20公里竞走。2月18日，她以1小时26分30秒的成绩，在俄罗斯锦标赛上获得第二名。5月13日，她在家乡萨兰斯克举行的世界竞走团体锦标赛上参赛，以1小时27分38秒的成绩获胜，领先第二名及其师姐奥莉加·卡尼斯金娜55秒。7月6日，拉什马诺娃入选俄罗斯奥运田径队，备战伦敦奥运会，在8月11日举行的女子20公里竞走决赛上以1小时25分02秒的成绩，再次击败卡尼斯金娜，并打破该项目的世界纪录，也成为当时最年轻的奥运会竞走冠军。直至2015年该记录被中国选手刘虹打破。
2013年，拉什马诺娃以1小时25分49秒的成绩开启她的年度赛季。3月17日，在里奧馬約爾举行的国际竞走大奖赛上，她以1小时28分19秒的成绩夺得女子20公里竞走冠军；5月1日，在意大利塞斯托-聖喬瓦尼举行的国际比赛中，再以1小时32分07秒的成绩夺得女子20公里竞走冠军。2013年在世界田徑錦標賽女子20公里竞走决赛上，拉什马诺娃以1小时27分08秒的成绩夺得冠军，实现了奥运会冠军、世锦赛冠军、世界杯冠军和世界纪录拥有者的大满贯。
2014年遭禁药指控并禁赛后，拉什马诺娃于2016年复出，惟仅参加俄罗斯国内赛事。2016年6月25日，拉什马诺娃复出后首次参加在切博克萨雷举行的俄罗斯田径锦标赛，以1小时24分58秒的成绩夺冠，成为她的个人最佳成绩。2018年2月，拉什马诺娃在索契获得俄罗斯田径锦标赛冠军，同年6月再次打破世界纪录，但因其被国际田联取消资格而未被承认。2019年先后获得俄罗斯团体冠军、斯坦金纳杯、女子20公里竞走冠军以及莫尔多瓦冬季竞走赛冠军。2020年受患病及2019冠状病毒病疫情影响，未能参加当年2月举行的锦标赛，但她在同年9月夺得了50公里竞走赛金牌，打破俄罗斯纪录和本赛季世界最佳成绩。同年12月获得莫尔多瓦冬季竞走赛冠军。2021年3月14日，拉什马诺娃获得莫尔多瓦杯室内竞走比赛冠军。同年5月在俄罗斯夏季锦标赛上夺冠。

### 禁药风波
2014年6月22日，拉什马诺娃因在一次药检中检出药检阳性，在样本分析中检出其含有GW501516的禁药。全俄罗斯田径联合会反兴奋剂委员会决定取消拉什马诺娃的参赛资格，为期两年。拉什马诺娃被禁赛后，其教练切金和其手下的队伍被调查，同时俄罗斯田协决定将切金的名字从7月的欧锦赛代表团名单中剔除。尽管禁药已经停用，但她仍于2014年12月30日参加比赛。媒体报道称，一旦确认属实，她的禁令可能会再延长两年。
2022年3月21日，国际田联田径诚信委员会发布公告，宣布拉什马诺娃因使用禁药而被禁赛两年，禁赛期自2021年3月开始计算。其在2012年2月18日至2014年1月3日的所有比赛成绩均被取消，在伦敦奥运会取得的金牌以及2013年世界冠军的头衔也被褫夺。被褫夺的金牌由中国选手切阳什姐递补获得。

## 国际比赛成绩
| 年          | 賽事                 | 舉辦城市         | 名次        | 項目                 | 記錄         |
| 代表 俄羅斯 | 代表 俄羅斯          | 代表 俄羅斯      | 代表 俄羅斯 | 代表 俄羅斯          | 代表 俄羅斯  |
| ----------- | -------------------- | ---------------- | ----------- | -------------------- | ------------ |
| 2009年      | 世界青少年田径锦标赛 | 義大利布雷萨诺内 | 冠军        | 女子5公里竞走        | 22:55.45     |
| 2010年      | 世界青年田徑錦標賽   | 加拿大蒙克顿     | 冠军        | 女子10公里竞走       | 44:11.90     |
| 2011年      | 欧洲竞走团体锦标赛   | 葡萄牙奥良       | 冠军        | 女子10公里竞走个人赛 | 43:10        |
| 2011年      | 欧洲竞走团体锦标赛   | 葡萄牙奥良       | 冠军        | 女子10公里竞走团队赛 | 3分          |
| 2011年      | 欧洲青少年田径锦标赛 | 爱沙尼亚塔林     | 冠军        | 女子10公里竞走       | 42:59.48 WJR |
| 2012年      | 世界竞走团体锦标赛   | 俄羅斯萨兰斯克   | 取消成绩    | 女子20公里竞走       | 1:27:38      |
| 2012年      | 奥林匹克运动会       | 英国伦敦         | 取消成绩    | 女子20公里竞走       | 1:25:02 WR   |
| 2013年      | 世界田徑錦標賽       | 俄羅斯莫斯科     | 取消成绩    | 女子20公里竞走       | 1:27:08      |

## 荣誉
- 友谊勋章（2012年8月13日），表彰其对体育文化和体育事业发展的巨大贡献，以及在伦敦奥运会上取得的优异成绩[42]